# Das Neue Pommern
Das Neue Pommern, auch das neue pommern geschrieben, war eine Künstlergruppe, die von 1930 bis 1933 in Pommern bestand.
Die Vereinigung wurde am 13. Januar 1930 in Stettin im Haus des Kunsterziehers, Malers und Grafikers Friedrich Bernhardt gegründet. Die Geisteshaltungen von Deutschem Werkbund und Bauhaus bestimmten entscheidend das Profil der Gruppe. Impuls zur Gründung waren u. a. Kurse zur Gestaltungslehre, die Johannes Itten 1928 und 1929 an der Werkschule für gestaltende Arbeit durchführte, sowie der Kontakt zu Gregor Rosenbauer, dem Direktor der Schule. Die Gruppe veranstaltete vier Kunstausstellungen, drei davon im Stettiner Stadtmuseum, eine in Belgard. Am 21. April 1933 löste sich die Vereinigung selber unter dem Druck der sich verändernden kulturpolitischen Situation unter den Nationalsozialisten auf und verabschiedete auf ihrer letzten Sitzung eine Solidaritätserklärung für Direktor Gregor Rosenbauer.
Zu den Mitgliedern zählten außer Friedrich Bernhardt die Bildweberin Else Mögelin, die Malerin Lotte Usadel, der Bildhauer Joachim Utech, die Maler Julo Levin, Egon Engelien, Eugen Kerschkamp und Max Kühn, später auch der Bildhauer Kurt Schwerdtfeger und der Grafiker Walter Georg Stockmann.